# Hillsdale (Míchigan)
Hillsdale es una ciudad ubicada en el condado de Hillsdale en el estado estadounidense de Míchigan. Es sede del condado de Hillsdale. En el Censo de 2010 tenía una población de 8305 habitantes y una densidad poblacional de 518,36 personas por km².

## Geografía
Hillsdale se encuentra ubicada en las coordenadas 41°55′42″N 84°38′12″O / 41.92833, -84.63667. Según la Oficina del Censo de los Estados Unidos, Hillsdale tiene una superficie total de 16.02 km², de la cual 15.32 km² corresponden a tierra firme y (4.36%) 0.7 km² es agua.

## Demografía
Según el censo de 2010, había 8305 personas residiendo en Hillsdale. La densidad de población era de 518,36 hab./km². De los 8305 habitantes, Hillsdale estaba compuesto por el 95.83% blancos, el 0.71% eran afroamericanos, el 0.4% eran amerindios, el 0.71% eran asiáticos, el 0.02% eran isleños del Pacífico, el 0.3% eran de otras razas y el 2.02% pertenecían a dos o más razas. Del total de la población el 2.29% eran hispanos o latinos de cualquier raza.